# Ischaemum kumarakodiense
Ischaemum kumarakodiense är en gräsart som beskrevs av Ravi, N.Mohanan och Kiran Raj. Ischaemum kumarakodiense ingår i släktet Ischaemum och familjen gräs. Inga underarter finns listade i Catalogue of Life.